# روز میراث (آفریقای جنوبی)

روز میراث (آفریکانس: Erfenisdag ; خوسایی: Usuku Lwamagugu, Usuku lokugubha amasiko) یک تعطیلات عمومی در آفریقای جنوبی است که در ۲۴ سپتامبر جشن گرفته می‌شود. در این روز، مردم آفریقای جنوبی تشویق می‌شوند تا فرهنگ خود و تنوع باورها و سنت‌های خود را در بافت وسیع تری از ملتی که به همه مردم آن تعلق دارد، جشن بگیرند.

## پیشینه
در ۲۴ سپتامبر ۱۹۹۶ برای بیشتر مردم به عنوان روز شاکا شناخته می‌شد، در بزرگداشت شاکا، پادشاه زولو آفریقای جنوبی، در تاریخ فرضی مرگ او در این تاریخ ۱۸۲۸.   شاکا بازی کرد. نقش مهمی در اتحاد قبیله‌های ناگونی نگونی در یک ملت منسجم زولو.  هر سال مردم در یادبود شاکا گرد هم می‌آیند تا در این روز به او احترام بگذارند.  لایحه تعطیلات عمومی ارائه شده به پارلمان آفریقای جنوبی پس از آپارتاید در سال ۲۴ سپتامبر ۱۹۹۶ را در فهرست تعطیلات عمومی پیشنهادی قرار نداد. در نتیجه این حذف، حزب آزادی اینکاتا (IFP)، یک حزب سیاسی آفریقای جنوبی با تعداد زیادی از اعضای زولو، به این لایحه اعتراض کردند. پارلمان و کنگره ملی آفریقا به مصالحه ای دست یافتند و این روز عنوان کنونی خود را به خود اختصاص داد و به عنوان یک تعطیل رسمی پذیرفته شد که اکنون به عنوان روز میراث شناخته می‌شود. 
زمانی که آفریقای جنوبی میراث فرهنگی متنوعی را که «همجنسگراها را تشکیل می‌دهد جشن می‌گیرند». این روز جشن مشارکت همه مردم آفریقای جنوبی در ساختن آفریقای جنوبی است

## جشن
مردم آفریقای جنوبی این روز را با یادآوری میراث فرهنگی بسیاری از فرهنگ‌ها که جمعیت آفریقای جنوبی را تشکیل می‌دهند جشن می‌گیرند. رویدادهای مختلفی در سراسر کشور مانند برائی برای بزرگداشت به یاد آوردن این روز برگزار می‌شود.
ابراهیم رسول، نخست‌وزیر سابق ایالت کیپ غربی، در جشن روز میراث در مسیر میراث گوگولتو در سال ۲۰۰۷ در گوگولتو به مردم سخنرانی کرد. در خلیج هاوت، یک صفوف ارتش و بازآفرینی نبرد در آنجا وجود دارد.
در سال ۲۰۰۵، جان اسکنل (معروف به "جان برای") یک کمپین رسانه ای را آغاز کرد و پیشنهاد کرد که این تعطیلات به عنوان روز ملی (برای) تغییر نام دهد، تا یادبود سنت آشپزی کباب‌های غیررسمی حیاط خلوت، معروف به braais.  در ۵ سپتامبر ۲۰۰۷، اسقف اعظم دزموند توتو انتصاب خود را به عنوان حامی روز برای آفریقای جنوبی جشن گرفت، و تأیید کرد که آن یک نیروی متحد کننده در یک کشور تقسیم شده‌است (با پوشیدن پیش بند و خوردن با شور و شوق یک سوسیس بوئروورز ). در سال ۲۰۰۸، این ابتکار مورد تأیید شورای میراث ملی آفریقای جنوبی قرار گرفت. اسکنل گفت که هدف این است که رویدادهای کوچک با دوستان و خانواده برگزار شود و نه برگزاری یک برای دسته جمعی.